# Karel Půlpán
Karel Půlpán (přezdíván též český Gorkij, 21. září 1885 Vídeň – 5. června 1914 Čerčany) byl český spisovatel, novinář, horník, stoupenec socialismu, odborář a aktivista za práva dělníků.

## Život

### Mládí
Narodil se ve Vídni nemajetné služce jako nemanželské dítě. Matku téměř nepoznal, do šesti let byl vychováván v rakouském prostředí. Poté jej poslali k prarodičům do vsi Rybitví u Pardubic, kde Karel vyrůstal. Děd jej zavrhl a vnímal jako pošpinění cti rodiny, Karel se tak citově upínal na babičku. V jedenácti letech utekl z domova a žil na statku ve vedlejší vsi, kde pásl dobytek. Ve čtrnácti letech nastoupil jako horník do černouhelného dolu Ida ve Svatoňovicích v Podkrkonoší. Zde se seznámil s dělnickým a hornickým sociálním prostředím a začal tíhnout k levicovému smýšlení. Po roce 1900 se vydal hledat matku, kterou znal jen málo, do Vídně, tu zde ale nenašel. S pomocí krajanského spolku místních Vídeňských Čechů se zde usadil a vyučil truhlářem. Začal se zde též věnovat básnické a novinářské tvorbě.

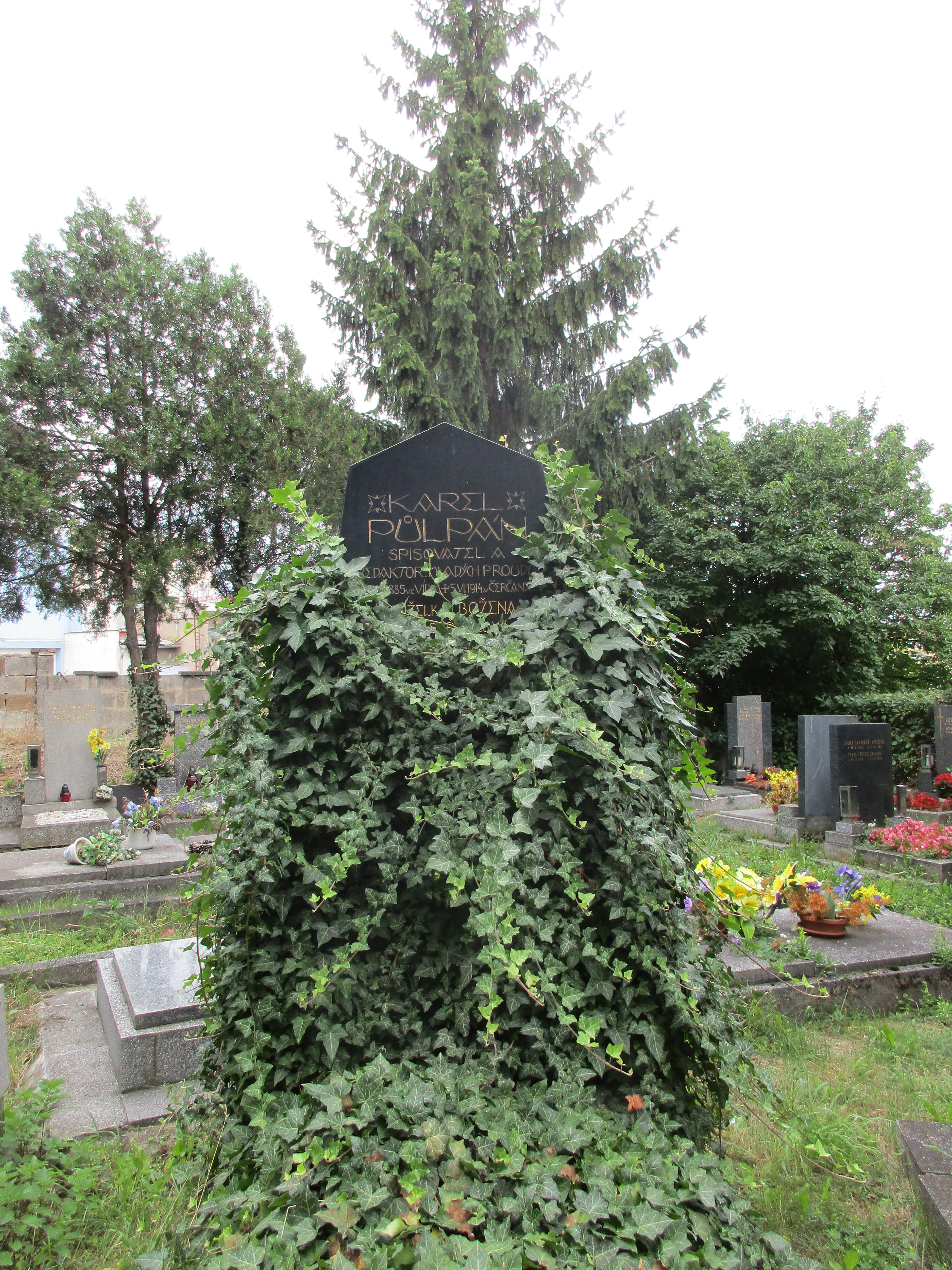
Hrobka Karla Půlpána a jeho manželky na Vršovickém hřbitově

Oženil se s Boženou Střelkovou (1888–1964).

### V Praze
Roku 1906 se Půlpán přestěhoval do Prahy, kde byl přijat do redakce deníku České slovo. Zde publikoval publicistické texty i vlastní díla. Žil v pozdější Rybalkově ulici ve Vršovicích. Roku 1908 přijal pozici šéfredaktora časopisu levicové mládeže Mladé proudy, ve funkci nahradil Emila Špatného. Vydal také svá první díla knižně. Ve své tvorbě akcentoval jak sociální motivy, tak stesk po své neúplně rodině. Spustil rovněž roku 1911 vydávání časopisu Nový člověk s dětskou přílohou Klíčení.

### Úmrtí
Karel Půlpán zemřel 5. června 1914 v Čerčanech nedaleko Benešova, kde se svou rodinou žil, ve věku 28 let následkem tuberkulózy. Byl pohřben 7. června na Vršovickém hřbitově, jeho pohřbu se zúčastnilo přibližně deset tisíc lidí, včetně politiků sociální demokracie Václava Klofáče a redaktora Špatného, kteří nad rakví promluvili.
V Čerčanech mu byl u domu, kde zemřel, vztyčen pomník.

## Dílo
- Bez plachet (sbírka povídek, 1908)
- Černé obrázky
- Vzpoura a jiné povídky
- Bez maminky (román)
- Sborník písní (1913)